# Пинароло-По
Пинароло-По (итал. Pinarolo Po) — коммуна в Италии, находится в регионе Ломбардия, подчиняется административному центру Павия.
Население составляет 1569 человек, плотность населения составляет 143 чел./км². Занимает площадь 11 км². Почтовый индекс — 27040. Телефонный код — 0383.
Покровителем коммуны почитается блаженный Августин, празднование в первый понедельник октября.